# Блажени-Вулкан (Хунедоара)
Блажени-Вулкан (рум. Blăjeni-Vulcan) насеље је у Румунији у округу Хунедоара у општини Блажени. Oпштина се налази на надморској висини од 738 m.

## Становништво
Према подацима из 2002. године у насељу је живело 225 становника, од којих су сви румунске националности.